# Chabarovský most

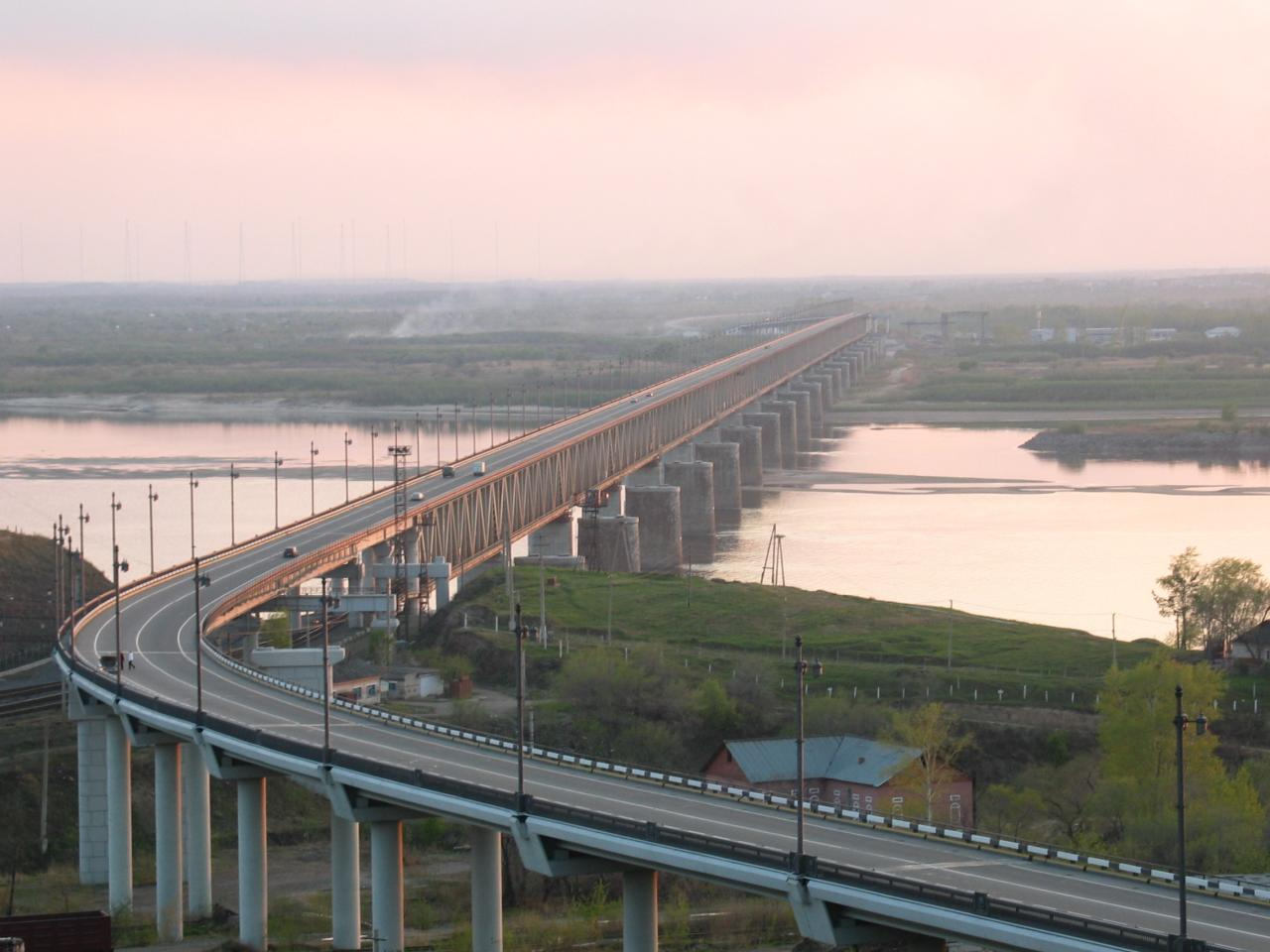
Most (železniční i silniční) po rekonstrukci v roce 1999

Chabarovský most, postavený v roce 1916, je železniční most, který vede Transsibiřskou magistrálu přes řeku Amur poblíž města Chabarovsk. Se svou délkou 2590 metrů byla stavba po několik desetiletí nejdelším mostem v carském Rusku, Sovětském svazu a Eurasii. Most je dvoupodlažní, na horní mostovce je vedena silniční doprava a na dolní vede železnice.

## Zajímavost
Most byl v roce 1999 rekonstruován, jeho současná podoba je zachycena na bankovce v hodnotě 5000 rublů.